# V Cancri
V Cancri är en pulserande variabel av Mira Ceti-typ  i stjärnbilden Kräftan.
Stjärnan varierar mellan magnitud +7,5 och 13,9 med en period av 270 dygn.